# クイーン・シリキット・ナショナル・コンベンション・センター
座標: 北緯13度43分27秒 東経100度33分31.60秒 / 北緯13.72417度 東経100.5587778度
クイーン・シリキット・ナショナル・コンベンション・センター（タイ語：ศูนย์การประชุมแห่งชาติสิริกิติ์、英語：The Queen Sirikit National Convention Center:QSNCC）は、タイバンコクのコンベンションセンター。日本語ではシリキット王妃国際会議場とも呼称される。
2021年４月からリノベーション工事のため、閉館。2022年9月完成予定。

## 沿革
1989年、タイ王国政府が1991年10月1日-15日に予定されていた世界銀行･国際通貨基金（IMF）の第46回総会の会場として建設を計画した。コンベンションセンターはシリキット王妃を称えて名づけられ、1991年8月29日に、国王ラーマ9世と王妃シリキットの臨席の元で開館された。世界銀行･国際通貨基金（IMF）の総会の後は、N.C.C.管理開発社（N.C.C. Management & Development Co., Ltd.）によって管理運営され、国際、国内の会議、見本市に利用されている。
1992年にはミス・ユニバース世界大会が開催され、日本からは安藤晃子が出場している。

## 設備
大ホールとその他の施設をあわせると、35,000m²の展示スペースがある。 建築の本体はタイ様式を取り入れた近代建築である。
フロアープラン
- Zone A - 5,050m² （レセプション、エントランスホール）
- Zone B - 22,497m² 三階建て（メイン・プレナリー・ホール、4つの会議室、レストラン、カフェテリア）
- Zone C - 23,051m²　四階建て（展示スペース、オフィス、多目的オーディトリアム）
- Zone D -  14,067m² 三階建て（オフィス）

その他の施設として、同時通訳施設（ワイアレス、通訳室）、電話通信施設、警備システム（Xrayなど）、敷地内駐車場（700-1500台：バス30台）、非常電源システム、3,500m³の貯水システムが備わっている。

## 所在地
- バンコククローントゥーイ区ラチャダーピセーク通り
- バンコク・メトロ クイーン・シリキット・ナショナル・コンベンション・センター駅下車